# 西两洼乡
西两洼乡，是中华人民共和国河北省衡水市安平县下辖的一个乡镇级行政单位。

## 行政区划
西两洼乡下辖以下地区：
西两洼村、前铺村、后铺村、东宅子村、西宅子村、东两洼村、南两洼村、东毛庄村、西毛庄村、东呈干村、东庙头村、向屯村、耿屯村、西里屯村、东里屯村、小辛庄村、史官屯村和郑家庄村。